# 金星面庄中福德祠
24°16′19″N 120°46′22″E / 24.271960°N 120.772710°E
金星面庄中福德祠，是位於臺灣臺中市石岡區金星里的土地祠，有多顆當地人收集的球狀溪石。

## 金星石珠
石岡社區文化協會理事長呂理全表示：過去金星村的食水嵙溪下坑溪常氾濫成災，居民就地取材把溪石疊成堤防，完成後發現疊成魚兒形狀，從此就取名「美人魚堤防」，堤防完工不久，溪中陸續出現多顆圓石頭，小有一、二十公斤，大的重達百餘公斤，地方人認為拜美人魚堤防所賜。一次山洪暴發時沖毀美堤坊，從此再也沒有新的圓石浮到金星村。
這類石體稱為「金星石珠」、「金星之珠」、「石岡石珠」。據一些村老之言，後來偶有外人經過該村，無不爭相撿拾回去作紀念，甚至有人專程開車來撿拾，稱要點綴園藝。居民為防剩下的十七顆也被偷走，將其餘石珠用水泥砌在溪旁的金星面庄中福德祠，另一部分移至石岡農會碾米穀倉展示。
當地有解釋石珠成形與不再產出的風水看法，一說堤壩成了「美人魚吐珠」、「鯉魚吐珠」的脈穴，但堤防損壞，風水也消失。另說，金星溪上游有名為「金鴨母神穴」的風水，上面「金鴨母」定期排卵，後因源頭的二坪頂附近興建高爾夫球場，傷到地理，所以石珠不再出現。還有一說是下坑溪駁坎施工完整後，山上不再有大石頭滾落到土地公廟附近。
在1981年報導時，一位七十七歲的詹姓老媼回憶說婆婆生前曾告訴她，當年嫁到金星村時才十七歲，當時金星溪散列大大小小的石珠。當地村民回想金星溪的流量已無法與之前的水量相比。記者林元輝認為石珠停產的真正原因，或許與土地墾闢過烈，導致溪源乾涸，有很大的關係。
作家蔡東照讀了林元輝在1981年於《民生報》報導後，投稿表達地質學家會解釋形成是熔岩結晶沉澱在河床底，並介紹了南美洲神秘的大石球。
2001年廟宇整修時，尚未嵌入水泥內的石頭則放置在居民家中暫時收藏，等到土地公廟落成之後再放回。新廟前有安置石珠的座台，讓民眾撫摸大石珠。
這些石頭也是東豐自行車道鄰近的景點。

## 土地神信仰
居民視金星面庄中福德祠的土地公為豐原以東到東勢一帶，神格最高的土地神。每逢這一帶鄉鎮建醮，此土地公一定被請去眾土地神中坐首席。
因為石珠向來不會滾過金星溪的金龍橋，居民相信橋旁的此土地公有意留阻，所以又慣稱石珠為「土地公珠」，一發現就撿捧一些較大置列在福德祠四周，說要給神明當手靠。老一輩長者說，這些石珠被移到廟旁供信徒膜拜，拜拜後順手摸珠便可心想事成，像是2001年中華民國縣市長選舉，黃仲生妻子就來摸石頭祈求選勝廖永來。此外，還傳言有外地人盜走了祠旁的石珠，結果沒多久就鬧腹痛，嚇得趕緊送回。
老一輩的村民認為該村子弟受召當日本兵，別地方的征丁多半死難無歸，該村因有土地公保佑，全部安然歸來。有村民講，一次軍車過橋時衝向溪去，但卡在溪邊，認為是此土地公護佑肇事者。廟旁的雜貨店老闆娘在1981年報導時訴說，她家在福德祠後有好幾棵樟樹，數年前曾準備砍了售賣，可是工人揮斧伐樹時總是落向自己腳背。她認為無疑是土地神要留那幾棵樹作廟飾。
居民傳言此土地神喜歡觀賞歌仔戲，不喜布袋戲，所以土地公生日，信眾只請歌仔戲班作酬神戲。有一年，一位家住岡尾的爐主不信，請來布袋戲班演出，結果當年岡尾即有一位村婦生下了無肛症的男嬰。老一輩認為是他們的土地公生了氣。